# Jörg Landvoigt
Jörg Landvoigt (født 23. marts 1951 i Brandenburg an der Havel) er en tysk tidligere roer og dobbelt olympisk guldvinder.

## Karriere

### Roning
Jörg Landvoigts karriere forløb hele vejen sammen med hans tvillingebrors, Bernd Landvoigt. Brødrenes første store resultat kom i den østtyske otter, da de var med ved OL 1972 i München i denne båd sammen med Hans-Joachim Borzym, Harold Dimke, Manfred Schneider, Hartmut Schreiber, Manfred Schmorde, Heinrich Mederow og styrmand Dietmar Schwarz. Østtyskerne blev nummer tre i indledende heat, hvilket var nok til at kvalificere til semifinalen, hvor de vandt deres heat. I finalen viste New Zealand sig at være overlegne og vandt guld ganske sikkert, mens USA og Østtyskland udkæmpede en uhyre tæt kamp om de to øvrige medaljepladser, som endte med, at USA fik sølv blot 0,06 sekund foran Østtyskland, der måtte nøjes med bronze.
Brødrene Landvoigt gik derpå sammen i toer uden styrmand og blev verdensmestre i denne båd i 1974 og 1975.
Landvoigt-brødrene var derfor storfavoritter ved OL 1976 i Montreal, og de vandt da også deres indledende heat klart og satte olympisk rekord ved samme lejlighed, en præstation de gentog i deres semifinale. I finalen var de igen overlegne og vandt med mere end tre sekunders forspring til Mike Staines og Calvin Coffey fra USA, mens vesttyskerne Peter van Roye og Thomas Strauß yderligere et stykke bagud hentede bronze.
Jörg og Bernd Landvoigt vandt igen VM-guld i 1978 og 1979, og de var derfor igen favoritter til at sejre ved OL 1980 i Moskva. Som ved forrige OL vandt brødrene deres indledende heat og deres semifinale ganske sikkert, og i finalen var de igen hurtigst og genvandt guldet, selv om de blev presset noget mere. De sovjetiske tvillinger Jurij og Nikolaj Pimenov vandt sølv, mens briterne Charles Wiggin og Malcolm Carmichael fik bronze.
Ud over deres internationale medaljer vandt brødrene Landvoigt også tre østtyske mesterskaber i toer uden styrmand (1974, 1978 og 1979).

### Videre karriere
Jörg Landvoigt blev senere sportsadministrator, og fra 1980 til 1996 var han desuden rotræner i sin klub, SC Dynamo Potsdam.

## OL-medaljer
- 1976:  Guld i toer uden styrmand
- 1980:  Guld i toer uden styrmand
- 1972:  Bronze i otter

## Familie
Hans svigerinde (hustru til Bernd) er Viola Goretzki, der som brødrene ligeledes var roer og vandt OL-guld i otteren i 1976.
Hans søn, Ike Landvoigt, blev også roer og var med til at vinde VM-guld i otteren for det forenede Tyskland i 1995, lige som han deltog i to olympiske lege.